# Франк Зейн
 Франк Зейн (на английски: Frank Zane) е бивш американски професионален бодибилдър и треньор.

## Биография

### Образование
Роден е в Кингстън, щата Пенсилвания, САЩ. Зейн получава бакалавърска степен по педагогика в университета Уилкс през 1964 г.
През 1977 г. завършва и бакалавърска степен по психология в Калифорнийски щатски университет, Лос Анджелис. През 1990 г. получава магистърска степен по експериментална психология в Калифорнийски щатски университет, Сан Бернардино.
В продължение на 13 години преподава математика и химия, докато живее във Флорида и Калифорния. Около 1967 г. преподава математика в гимназията Watchung Hills Regional High School, Ню Джърси, за около 2 години.

### Бодибилдинг кариера
Фран Зейн е трикратен носител на титлата Мистър Олимпия (от 1977 г. до 1979 г.). Неговата силна страна е естетиката, а не масата.
Физиката му е много пропорционална. Той притежава втората най-тънка талия на Мистър Олимпия (след тази на Серджо Олива), а раменете му са много широки, в резултат на което горната част на тялото му има силно изразена V-образна форма. Висок е 175 см и е със състезателно тегло от 85 до 88 – 9 кг, когато печели първите места на „Мистър Олимпия“.
Той е един от тримата културисти, които са побеждавали Арнолд Шварценегер в бодибилдинг състезания, и един от много малкото, които са с под 90 килограма състезателно тегло.
Франк Зейн се състезава общо 20 години (пенсионира се след Мистър Олимпия 1983 г.), като през това време завоюва титлите Мистър Америка, Мистър Вселена, Мистър Свят и Мистър Олимпия.
Зейн е автор на много курсове и книги за бодибилдинг. През 1994 г. е приет в първата годишна Джо Уидър Зала на славата. Той получава награда за цялостен принос „Арнолд Шварценегер“ на Arnold Classic през 2003 г. за своята всеотдайност и продължителна подкрепа на спорта. Получава прякора „Химикът“, заради своята бакалавърска научна степен и, както той се изразява,: „В миналото взимах много добавки и тонове аминокиселини. Все още го правя, но по онова време това беше доста необичайно.“ Присъства и схващането, че прякорът му е даден, защото той подхожда много научно в преследването на пиковата си форма точно в деня на провеждане на състезанията.
През 1985 г. Франк и съпругата му Кристин, притежават и управляват „Zane Haven“ в Палм Спрингс, Калифорния, където провеждат очи в очи сесии с клиенти, които желаят да притежават симетрични физика. Днес те живеят в Сан Диего, Калифорния и обучителният им център сега се нарича Zane Experience.
През 2005 г. Франк Зейн е IFBB водещ и работи като консултиращ продуцент във филма „See Arnold Run.“ От 2006 г. насам, Зейн администрира собствената си интернет страница и участва в семинари. Той все още тренира с тежести на 70-годишна възраст.
През 2011 г. Франк Зейн се появява в документалния филм Challenging Impossibility, който описва бодибилдинг одисеята на духовния учител и застъпник на мира Шри Чинмой. Филмът влиза в официалната селекция на Tribeca Film Festival 2011.